# Asamblea Departamental de La Guajira
La Asamblea Departamental de La Guajira es una corporación gubernamental del Departamento La Guajira en Colombia. Está compuesta por 11 diputados, quienes representan el poder legislativo autónomo a nivel local. Su sede está ubicada en el Edificio Lotería de La Guajira de la ciudad de Riohacha.
Actualmente se constituye por miembros elegidos en su totalidad por voto universal en octubre de 2015, y ejercen sus funciones desde el 1 de enero de 2016 hasta el 31 de diciembre de 2019.

## Organización

### Mesa Directiva
- Presidente

- 1º Vicepresidente

- 2° Vicepresidente

- Secretario General

### Comisiones
1. Plan de Desarrollo Económico y Social
2. Presupuesto, Hacienda, Crédito Público, Asuntos Económicos y Fiscales
3. Educación, Asuntos Sociales, Medio Ambiente, Salud Pública, Asistencia Social y Beneficencia
4. Cultura, Deporte, Vivienda Social, Servicios Públicos, Ecología y Medio Ambiente
5. Obras Públicas, Agricultura, Vías de Comunicación, Minas, Turismo, Transporte, Desarrollo Comunitario, Asuntos Indígenas y Comunicaciones
6. Asuntos Fronterizos